# La Brea asfaltsjö

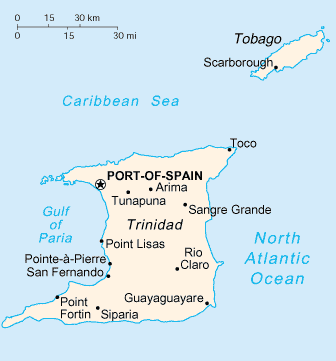
Trinidad och Tobago.

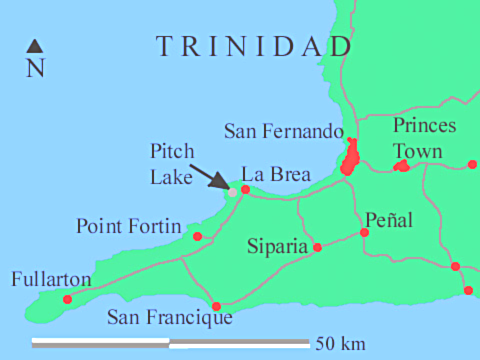
Lägeskarta.

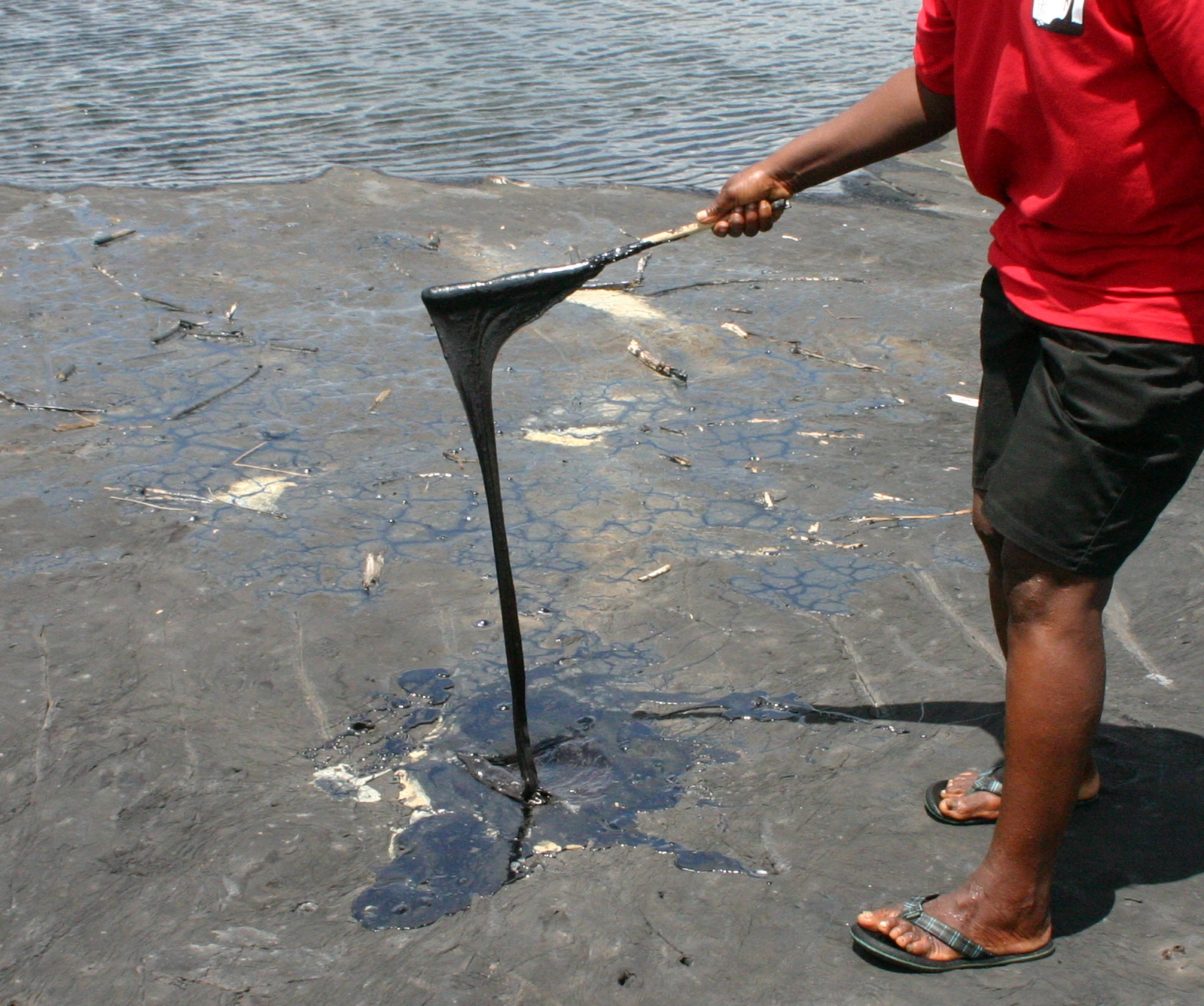
La Brea asfaltsjö.

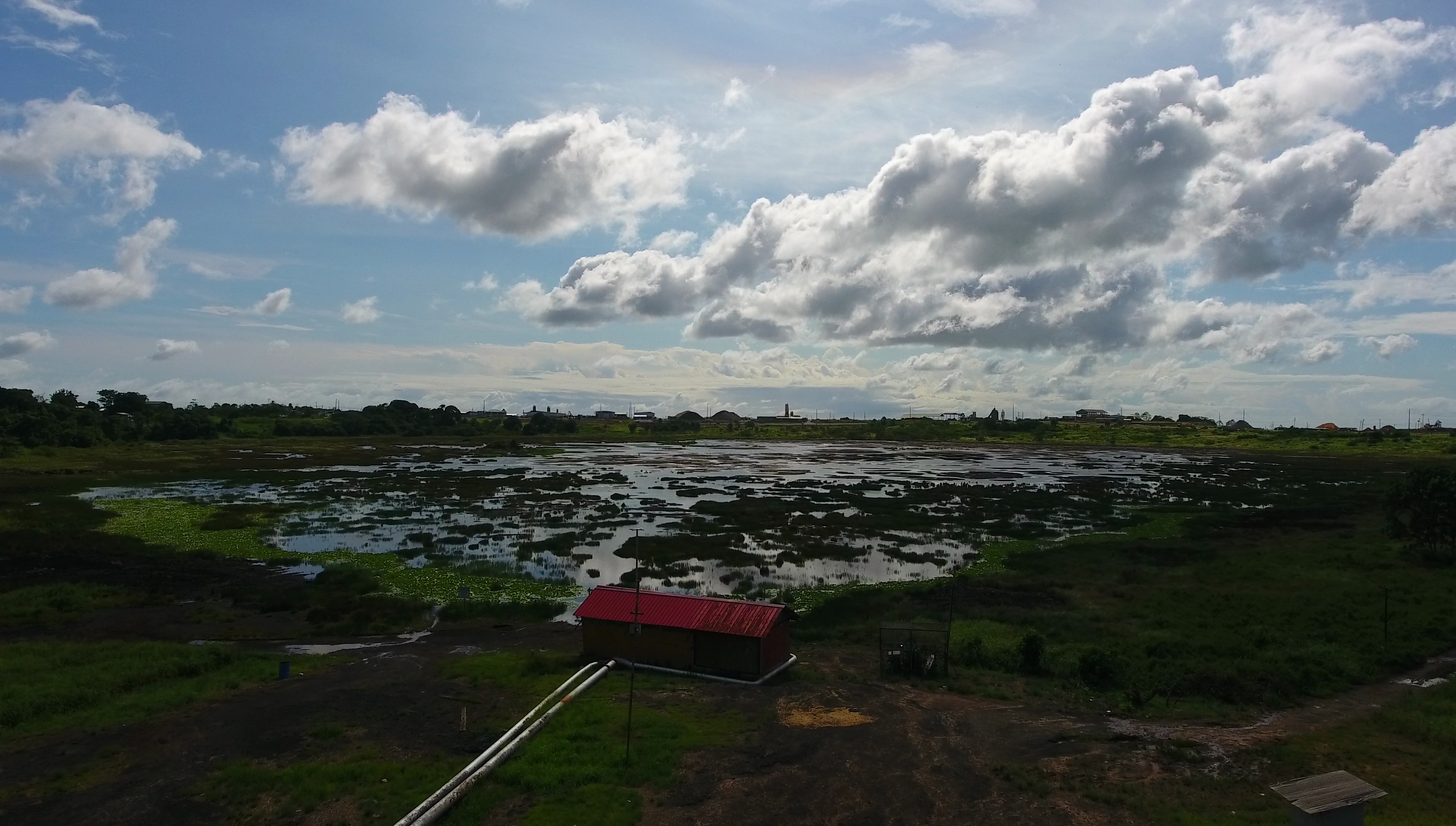
La Brea asfaltsjö.

La Brea asfaltsjö (spanska Tierra de Brea, engelska Pitch Lake) är världens största naturliga asfaltsjö och ligger i Trinidad och Tobago i sydöstra Västindien.
De övriga 4 kända asfaltsjöarna i världen är Lago Bermudez (även Lago Guanoco) nära Libertador i delstaten Sucre i norra Venezuela och småsjöarna Rancho La Brea Tar Pits, McKittrick Tar Pits och Carpinteria Tar Pits i Los Angelestrakten i delstaten Kalifornien i södra USA.

## Geografi
La Brea asfaltsjö ligger på ön Trinidad cirka 90 km sydväst om Port of Spain och cirka 20 km väster om San Fernando vid orten La Brea vid Golfo de Paria.
Asfaltsjön har en areal om cirka 41 hektar med ett djup på ca 75–100 meter och en volym på uppskattningsvis 10 miljoner ton.
Asfaltsjön är en stor turistattraktion som lockar ca 20 000 besökare per år. Den används även industriellt, och man utvinner ca 180 ton asfalt per dag.

## Geologi
Asfaltsjön har troligen uppkommit under Pleistocenperioden.
Man tror att två tektoniska plattor möts under Trinidad, och att plattornas rörelser skapar tryck mot de underliggande råoljeförekomsterna.
Trycket leder till att het och flytande bitumen (ett kolväteämne) bildas på stort djup och långsamt tränger genom förkastningar upp mot jordytan.
På väg upp genom litosfären (det yttre jordlagret) blandar sig bitumen med andra material och kyls i subduktionszonen till asfalt.

## Historia
Namnet härstammar från spanskans brea som betyder tjära.
Callifarialegenden:
Denna legend om sjöns uppkomst handlar om två ungdomar, Callifaria, som var dotter till La Breafolkets hövding, och Kasaka, som var son till Cumanafolkets hövding. De blev kära i varandra, och Callifaria rymde med Kasaka. Fadern letade upp dottern och återförde henne till La Brea. Detta gjorde arawakguden Pimlontas rasande, och han dömde byn till undergång genom att låta den sjunka ned i jorden och ersätta den med en flytande svart massa.
Kolibrilegenden:
I den här versionen om sjöns uppkomst handlar det om det välbärgade indianfolket Chima, som efter en seger över ett fiendefolk ställde till med en överdådig segerfest där man bland annat åt stora mängder kolibrier. Eftersom kolibrierna representerade Chimafolkets förfäder vredgades gudarna, som öppnade jorden och lät en flytande svart massa sluka hela byn.
Den brittiske upptäcktsresanden Walter Raleigh blev den 22 mars 1595 den förste europé som upptäckte La Brea asfaltsjö. Han använde då asfalten till att täta sina fartyg
Redan 1792 byggde spanjorerna ett raffinaderi för att utvinna asfalt som de fraktade till Europa. Utvinningen började bli storskalig omkring 1867.
1888 grundades det amerikanska "Trinidad Lake Asphalt Company" som fick ensamrätt på utvinning av asfalten. 1978 skapades det nuvarande "Lake Asphalt of Trinidad and Tobago".
17 augusti 2011 sattes asfaltsjön upp på Trinidad och Tobagos tentativa världsarvslista.